# Lhasa-aftalen
Lhasa-traktaten, officielt konventionen mellem Storbritannien og Tibet, var en traktat, der blev underskrevet i 1904 mellem Tibet og Storbritannien i Lhasa, Tibets hovedstad, på daværende tidspunkt under Qing-dynastiets administrative kontrol. Den blev underskrevet efter den britiske ekspedition til Tibet i 1903-1904, en militær ekspedition ledet af oberst Francis Younghusband og blev fulgt af den anglo-kinesiske konvention fra 1906.

## Betingelser
Traktatens hovedpunkter tillod briterne at handle i Yadong, Gyantse og Gartok, mens Tibet skulle betale en stor godtgørelse på 7.500.000 rupier, senere reduceret med to tredjedele, idet Chumbi-dalen overdroges til Storbritannien, indtil betalingen blev modtaget. Yderligere bestemmelser anerkendte grænsen mellem Sikkim og Tibet og forhindrede Tibet i at have forbindelser med andre udenlandske kræfter, hvilket effektivt konverterede Tibet til et britisk protektorat.
Størrelsen af erstatningen var den hårdeste betingelse at acceptere for de tibetanske forhandlere. Statssekretæren for Britisk Indien, St John Brodrick, havde faktisk udtrykt behovet for at holde sig "inden for tibetanernes evne at betale" og gav Younghusband frie hænder for at blive "styret af omstændigheder i denne sag". Younghusband hævede erstatningskravet fra 5.900.000 til 7.500.000 rupier og krævede endvidere retten til for en britisk handelsagent med base i Gyantse til at besøge Lhasa "for konsultationer". Det lader til, at han stadig fulgte Lord George Curzons geopolitiske dagsorden om at udvide den britiske indflydelse i Tibet ved at sikre Chumbi-dalen for Storbritannien og nægte den til russerne som en del af The Great Game. Younghusband ønskede, at betalingen skulle opfyldes med årlige afdrag; det ville have taget omkring 75 år for tibetanerne at afbetale deres gæld, og da den britiske besættelse af Chumbi-dalen var kaution, indtil betalingen var afsluttet, ville dalen forblive i britiske hænder. Younghusband skrev til sin kone straks efter underskrivelsen; "Jeg har Chumbi i 75 år. Jeg har Rusland ude for altid."  Regenten kommenterede at "Når man har kendt skorpionen [betyder Kina], er frøen [hvilket betyder Storbritannien] guddommelig".

## Efterspil
Den kejserlige Qing-repræsentant i Lhasa, Amban, afviste senere offentligt traktaten, mens Storbritannien meddelte, at det stadig accepterede kinesiske påstande om myndighed over Tibet. Den fungerende vicekonge, Lord Ampthill, reducerede erstatningen med to tredjedele og reducerede vilkårene væsentligt på andre måder. Bestemmelserne i denne traktat fra 1904 blev revideret i den anglo-kinesiske konvention fra 1906. Briterne besluttede også mod et gebyr fra Qing-hoffet at "ikke adskille tibetansk territorium eller forstyrre forvaltningen af Tibet", mens Kina forpligtede sig til "ikke at tillade nogen anden udenlandsk stat at blande sig i Tibets territorium eller interne administration".